# 롤프 다네베르크
롤프 다네베르크(독일어: Rolf Danneberg, 1953년 3월 1일 ~ )는 서독의 원반던지기 선수이다.
함부르크 출신으로 1984년 로스앤젤레스 올림픽에서 66.60m를 던져 금메달을 획득하였으며, 4년 후 서울에서는 동메달에 그쳤다.
그의 개인 최고 기록은 1987년 베를린에서 세운 67.60m였다. 이 결과는 그를 위르겐 슐트, 라르스 리델, 볼프강 슈미트, 아르멘 렘메, 하인-디렉 노이, 알빈 바그너와 미하엘 묄렌베크에 이어 독일 원반던지기 선수들의 8위에 등급을 매겼다. 또한 3회의 국내 챔피언이기도 하였다.
현재 훈련자로 일하고 있으며, 2009년 세계 육상 선수권 대회에서 마르쿠스 뮌크의 코치를 맡았다.